# Escamudo
O escamudo, escamudo-negro, ou paloco é um tipo de peixe da família do bacalhau (Gadidae) cujo nome científico é Pollachius. O nome deriva do facto destes peixes possuirem escamas de cor mais escura e mais pronunciadas que as do bacalhau comum.
O escamudo pode atingir os 130 cm de comprimento e a sua carne, quando cozinhada, ainda que semelhante, é mais escura que a do bacalhau.
Em termos de categorias piscatórias, o escamudo do Atlântico é geralmente considerado um peixe branco. Tradicionalmente uma fonte popular de alimento nalguns países, como a Noruega, Portugal, ou Reino Unido, é usado como uma alternativa mais económica e versátil do que o "bacalhau" dito bacalhau da Noruega. A pesca excessiva do bacalhau no Atlântico Norte, pôs em causa a sua sustentabilidade, quotas de pesca e outras restrições foram impostas a países como Portugal que historicamente pescam o bacalhau. Esse facto também, contribuiu no aumento de comercialização do paloco como substituto mais acessível que o bacalhau.

## Espécies
Existem duas espécies de escamudo:
- Pollachius virens (Linnaeus, 1758).
- Pollachius pollachius (Linnaeus, 1758).

## Galeria de fotos

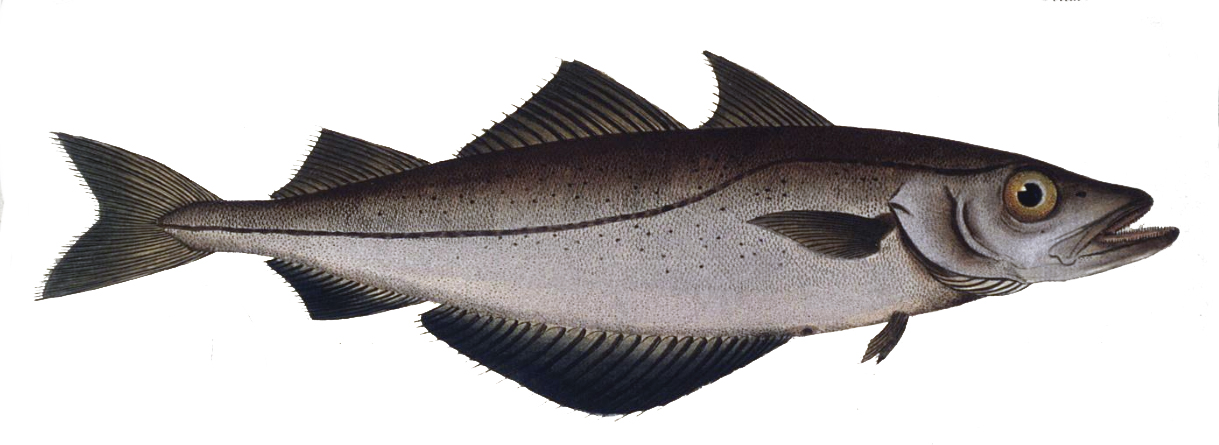
Desenho do Pollachius pollachius
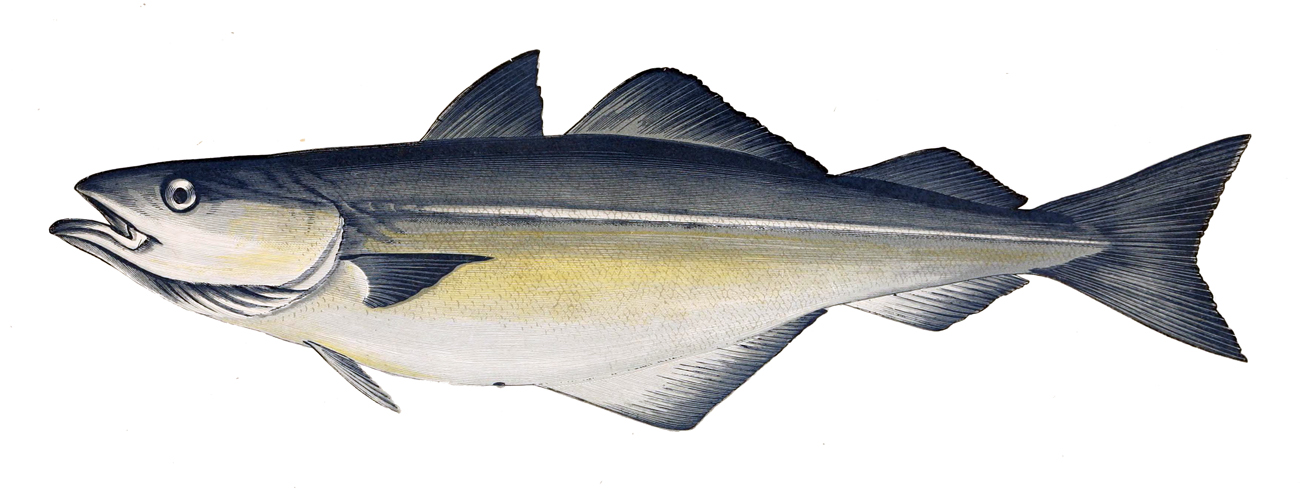
Desenho do Pollachius virens
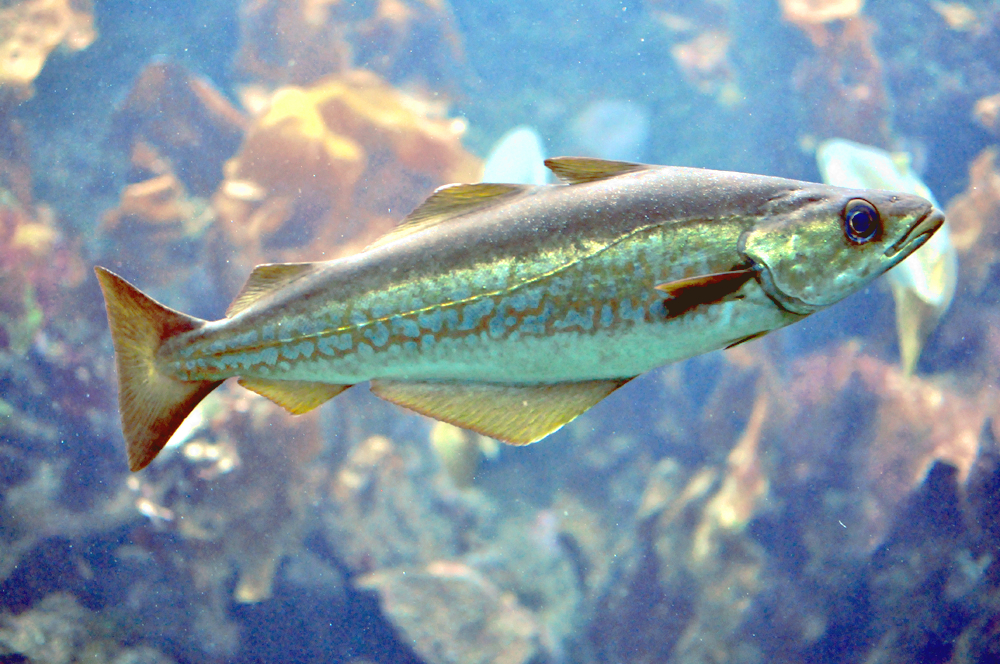
Pollachius pollachius num aquário
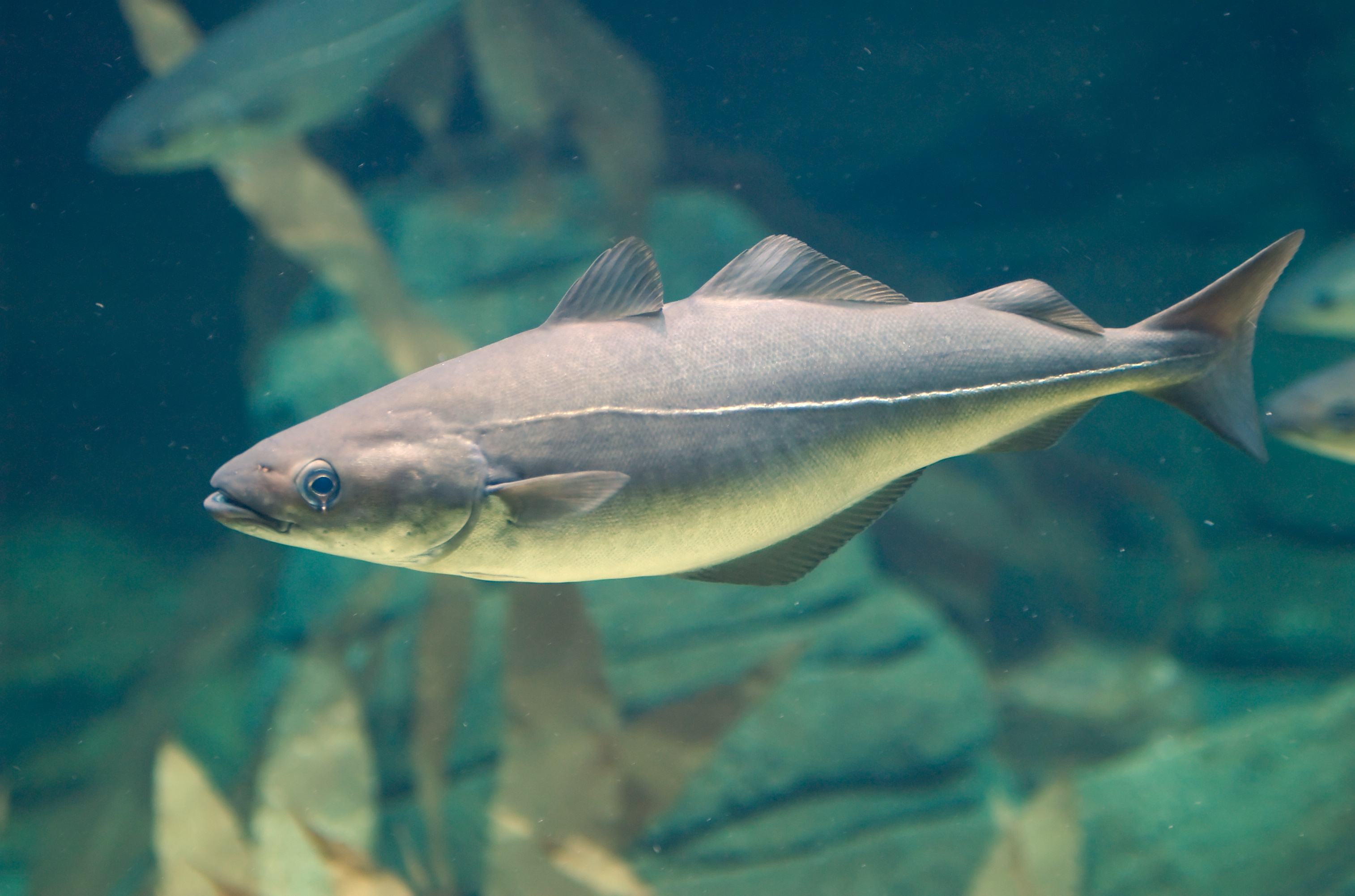
Pollachius virens num aquário

## Descrição
Ambas as espécies podem atingir 130 cm.

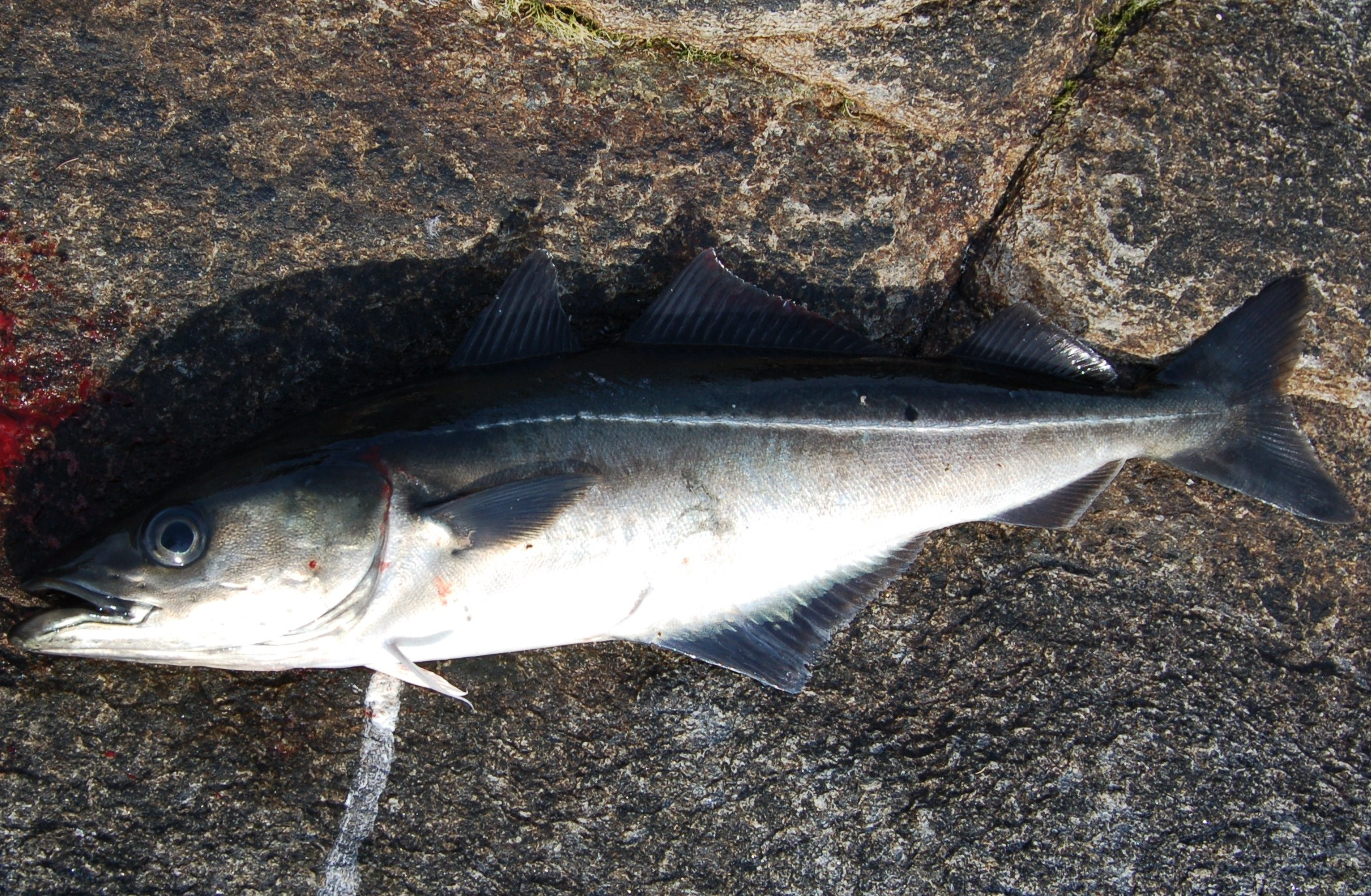
exemplar de Pollachius virens

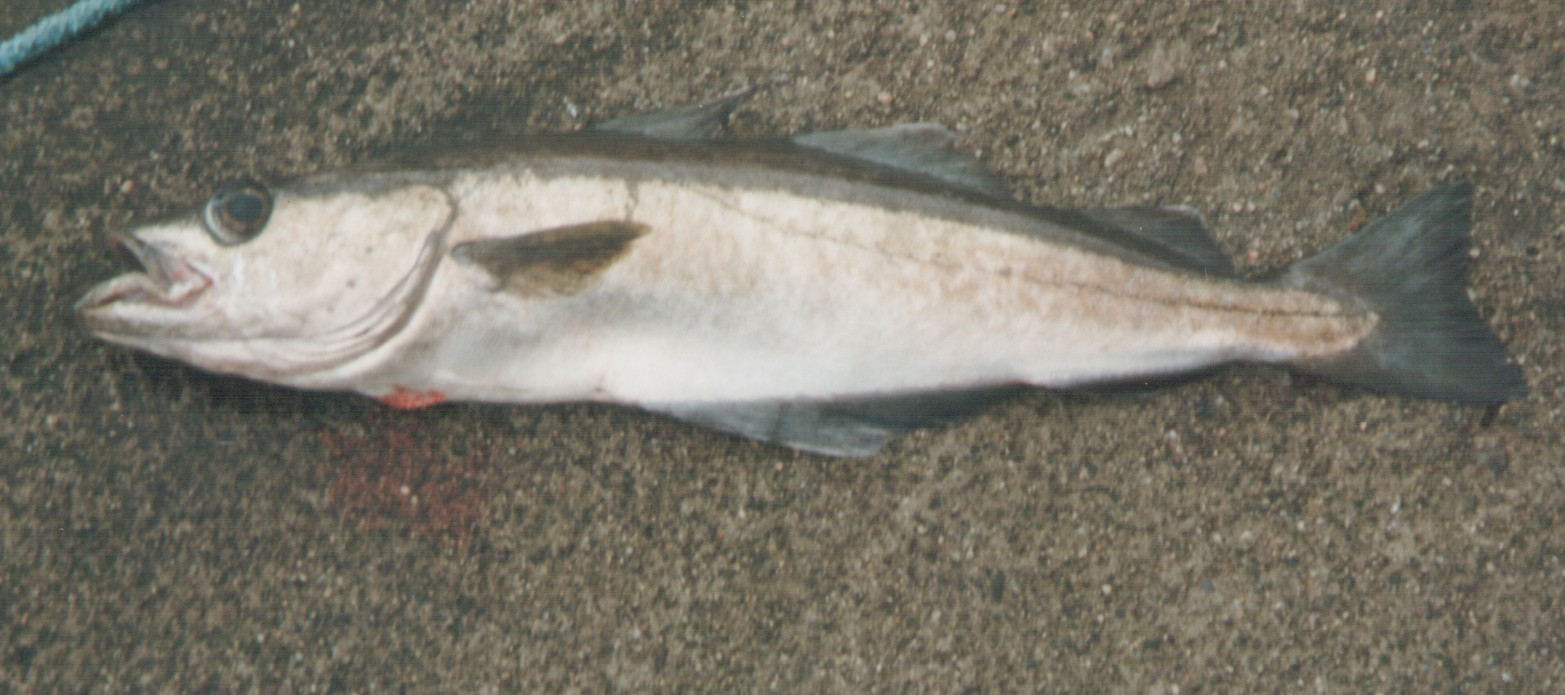
exemplar de Pollachius pollachius

O peso no entanto é diferente nas duas espécies. Enquanto que o P. virens pode chegar aos 32 Kg, o P. pollachius regra geral, não ultrapassa os 18 Kg.
O aspecto exterior é diferente também. O P. virens tem uma linha lateral branco-prateado muito visível descendo lateralmente. 
Acima da linha lateral, a cor é dum tom esverdeado escuro, quase preto. 
Nesta espécie o ventre é branco, brilhante e claramente em contraste com a cauda e guelras.

O P. pollachius tem uma linha lateral torta, picotada com sardas irregulares. O ventre varia de tons cinza-turvo a dourado-ferrugem, e o dorso é castanho-escuro e cinzento.                As cores nesta espécie não têm contrastes nítidos.
O Pollachius pollachius morde com força.

## Habitat
Estes peixes vivem em profundidades que variam entre águas (quase) rasas e 250m. Tendem a preferir fundos com rochas e destroços de embarcações. Os peixes juvenis com frequência optam por poças rochosas à beira da costa. Os peixes jovens alimentam-se de crustáceos e espécies piscícolas menores, enquanto que quando adultos se alimentam de membros mais pequenos da família do bacalhau e do arenque.

## Distribuição
Ambas as espécies vivem no Atlântico norte, com o P. pollachius estendendo-se da costa da Noruega ao Sul de Portugal. O P. virens por sua vez, é mais nortenho, e estende-se do Norte da França, na (Normandia), Holanda e Alemanha, à Grã-Bretanha, Islândia, sudoeste da Gronelândia, e costa leste do Canadá. Pode ser encontrado ao longo da costa do Douro e Minho, mas prefere as águas frias do Atlântico mais a norte.